# Resolutie 250 Veiligheidsraad Verenigde Naties
Resolutie 250 van de Veiligheidsraad van de Verenigde Naties werd unaniem aangenomen op 27 april 1968, en riep Israël op af te zien van een grootse parade in Jeruzalem.

## Achtergrond
Sinds het uitroepen van de staat Israël in 1948 had geen enkel Arabisch land Israël erkend, en velen verwachtten niet dat Israël nog erg lang zou blijven bestaan. Na de Zesdaagse Oorlog waren de spanningen bovendien erg hoog. Israël had de oorlog gewonnen, en had met de Westelijke Jordaanoever ook Oost-Jeruzalem veroverd op Jordanië. Kort daarop werd de stad geannexeerd en bestuurlijk samengevoegd met West-Jeruzalem. Vervolgens verschenen de Israëlische nederzettingen in de bezette gebieden, waaronder Oost-Jeruzalem, waaraan de Palestijnen steeds meer grondgebied verloren. De Algemene Vergadering had de Israëlische acties meermaals veroordeeld, maar Israël legde die resoluties naast zich neer.
In 1968 besloot Israël een grootscheepse viering te houden in Jeruzalem omwille van haar twintig jaar onafhankelijkheid. De militaire parade zou in het bezette gedeelte van de stad beginnen en vanaf Arabisch grondgebied geschouwd worden. Bovendien waren de zware wapens die zouden meedoen een schending van de in 1949 gesloten wapenstilstand. Jordanië had de Veiligheidsraad een brief gestuurd om de situatie aan te klagen als een ernstige provocatie die een al explosieve toestand nog verder zou verslechteren.
De geplande militaire parade ging desondanks door, met resolutie 251 tot gevolg.

## Inhoud
De Veiligheidsraad had de verklaringen van de vertegenwoordigers van Jordanië en Israël gehoord. De notitie (S/8561) die door secretaris-generaal U Thant was voorgelegd aan de permanente vertegenwoordiger van Israël werd in beschouwing genomen. Verder overwoog de Veiligheidsraad dat een militaire parade in Jeruzalem zou leiden tot grotere woede en negatief zou bijdragen aan het afhandelen van de situatie in het gebied.
De Veiligheidsraad riep Israël op om af te zien van de militaire parade in Jeruzalem, die was gepland op 2 mei 1968. De secretaris-generaal werd verzocht te rapporteren de uitvoering van deze resolutie.

## Verwante resoluties
- Resolutie 162 Veiligheidsraad Verenigde Naties (1961)

Lijst ·  245 ·  246 ·  247 ·  248 ·  249 ·  250 ·  251 ·  252 ·  253 ·  254 ·  255 ·  256 ·  257 ·  258 ·  259 ·  260 ·  261 ·  262